# Microillusions
Microillusions var ett amerikanskt spelföretag som skapade och publicerade spel till datorerna Amstrad CPC, ZX Spectrum, Commodore 64, Commodore Amiga, Atari ST, Macintosh och PC. Några av företagets spel var Main Frame (American Action) och The Faery Tale Adventure (Microillusions/Electronic Arts).

## Utvecklade datorspel
- Ebonstar
- Romantic Encounters at the Dome
- Faery Tale Adventure
- Fire Power
- Craps Academy
- Questmaster 1: Prism of Heheutotol
- Laser Squad
- Dr. Plummet's House of Flux